# Louis Versyp
Louis Versyp (5 de desembre de 1908 - 27 de juny de 1988) fou un futbolista belga.

## Selecció de Bèlgica
Va formar part de l'equip belga a la Copa del Món de 1930.